# Brigitte Boucheron
Brigitte Boucheron (23 de agosto de 1947) es una activista lesbiana, feminista y libertaria francesa.
De 1976 a 1982, estuvo entre las fundadoras y dirigentes de la Maison des Femmes de Toulouse.
En 1988, en Toulouse, creó y dirigió durante diez años, especialmente con Jacqueline Julien, el Bagdam Cafée, un café exclusivamente para mujeres, primero y único de su clase en Francia.
El Dictionnaire des féministes : France, XVIII – XXI siècle se refiere a ella como una «una verdadera biblioteca viva de la cultura lésbica». 

## Biografía

### Infancia
Hija de pequeños comerciantes, desde su infancia se codeaba con personalidades femeninas asertivas en su círculo familiar y conocía a George Sand, porque su familia materna procedía de Nohant.
Muy buena estudiante, fue expulsada de la escuela secundaria tras un romance con la hija de un profesor católico. Estudió en la universidad de Nantes y luego en Poitiers, donde conoció a Jacqueline Julien en la Librairie Pergame. Estudió literatura, historia del arte y musicología.

### Militante feminista
En 1970, se trasladó a Toulouse, donde participó en las actividades del Movimiento por la libertad del aborto y la anticoncepción, llevando a cabo interrupciones voluntarias de embarazos entonces ilegales.
De 1976 a 1982, estuvo entre las fundadoras y dirigentes de la Maison des Femmes de Toulouse, y participó en la publicación del periódico La Lune Rousse (1977-1982).
A finales de 1988 inició la apertura del Bagdam Cafée, “Café lésbico y feminista amistoso, cultural y político”. Este café de mujeres, el primer y único café exclusivamente para mujeres de Francia, cerró después de diez años y fue sustituido en Internet por Bagdam Espace Lesbien.
En 1996, creó junto a Jacqueline Julien le Printemps Lesbien de Toulouse que celebrará, en 2020, su vigésimo tercer aniversario.
Colabora habitualmente con la Lesbia Magazine donde, en 2005, escribió una serie de textos titulados France, années 1990: la décennie lesbienne, donde estima que se publicaron dieciocho libros sobre lesbianas por año en los años 1990, en comparación con diez en los años 1980 y cinco en los años 1970. Señala que los editores heterosexuales están empezando a interesarse por este “camino”, publicando inicialmente novelas de suspense con heroínas lesbianas.
En 2015, firmó una carta dirigida a Jean-Michel Minovez solicitando la suspensión del procedimiento de selección para un puesto de encargado, alegando que en el comité de selección figuraba un profesor que había perdido un proceso por difamación interpuesto por víctimas de acoso sexual.

## Publicaciones y contribuciones
- Con Jacqueline Julien, Le sexe sur le bout de la langue, Toulouse, Espace Lesbien, 2002.[10]

- France, années 90, la décennie lesbienne, communication dans le séminaire Orientation et identité sexuelles, questions de genre, Universidad Toulouse-Jean-Jaurès, 12 de mayo de 1999.[11]
- Entrevista a Brigitte Boucheron, 19 de diciembre de 2014, p. 140-154.[12]

- Introduction à une histoire du mouvement lesbien en France, contribución a la conferencia Visibilidad/ invisibilidad de las lesbianas, Coordinación Lésbica en Francia (CLF), París, 19 de mayo de 2007.[13]

- Numerosas contribuciones a la página web de la Coordinación Lésbica en Francia.[14]

- Christine Bard, Le lesbianisme comme construction politique, en Eliane Gubin (dir.), Le siècle des féminismes, Éditions de l'Atelier, 2004.

- Pauline Londeix, Le manifeste lesbien, Altiplano, 2008.

- Christine Verschuur, Género, nueva división internacional del trabajo y migración, Publicaciones del Graduate Institute, 2017.

- Christine Verschuur, Genre, pouvoirs et justice sociale, Publicaciones del Graduate Institute, 2017.

- Kristina Schulz, The Women's Liberation Movement : Impacts and Outcomes, Berghahn Books, 2017.

## Comentario
Según el Dictionnaire des féministes: France, XVIII - XIX siècle (2017): “La feminista lesbiana Brigitte Boucheron es hoy una figura clave del activismo lésbico radical no sólo en Toulouse sino también a nivel nacional, europeo o incluso más allá: Estados Unidos, Quebec, Sudáfrica, etc.”.